# Penelope Anne Coelen
Penelope Anne Coelen (Durban, 15 aprile 1940) è una modella e attrice sudafricana, vincitrice del concorso di bellezza Miss Mondo 1958.

## Biografia
All'epoca diciottenne, la Coelen è stata la prima sudafricana a vincere il titolo di Miss Mondo. Dopo l'anno di regno tentò la carriera di attrice con poca fortuna, e si dedicò all'attività di modella, lanciando anche una propria linea di prodotti di bellezza e profumi. In seguito ha sposato Graeme Rey, imprenditore dello zucchero.